# Ben Vrackie
Ben Vrackie (Schots-Gaelisch: Beinn a' Bhreacaidh) (ook Ben Y Vrackie) is een corbett in Schotland. De berg is 841 meter hoog en ligt bij Pitlochry. De berg is vooral bekend door het uitzichtpunt Viewpoint Indicator.